# جوزيف ك. شوبرت
جوزيف ك. شوبرت (بالإنجليزية: Joseph C. Schubert) هو سياسي أمريكي، ولد في 1871، وتوفي في 1959. حزبياً، نشط في الحزب الديمقراطي.